# پیوه تورینا
پیوه تورینا (به ایتالیایی: Pieve Torina) یک کومونه در ایتالیا است که در استان ماچه‌راتا واقع شده‌است. پیوه تورینا ۷۴٫۹ کیلومتر مربع مساحت و ۱٬۴۷۹ نفر جمعیت دارد و ۴۷۰ متر بالاتر از سطح دریا واقع شده‌است.